# Werner van Appeldorn
Werner van Appeldorn (* 28. September 1925 in Venlo; † 23. Juli 2005 in Bensberg) war ein deutscher Kameramann, Regisseur und Buchautor.
Er arbeitete als Kameramann für Industrie und Fernsehen, davon viele Jahre dokumentarisch sowie fiktional für den WDR. Als Sachbuchautor schrieb er Bücher und Fachartikel, die sich mit audiovisuellen Themenstellungen der Filmherstellung beschäftigten.

## Buchveröffentlichungen
- Erfolgsfilme mit der richtigen Dramaturgie : So produzieren Sie Filme, die beim Publikum wirklich ankommen Verlag: mediabook Verlag Reil
- Birkenstraße  Verlag: Berlin : Edition q, Roman 1992
- Programme für Zuschauer : eine moderne Dramaturgie  ISBN 978-3-927137-08-0
- Handbuch der Film- und Fernseh-Produktion : Psychologie, Gestaltung, Technik , 1988 ISBN 978-3-8058-3534-3
- Tiere, Test und Günthers Tick  Werner und Ilse van Appeldorn. Verlag: Stuttgart, Thienemanns, 1974
- Die optische Revolution : die Zukunft der visuellen Medien, Diagnose und Prognose. Reinbek (bei Hamburg): Rowohlt, 1972
- Der dokumentarische Film : Dramaturgie, Gestaltung, Technik. Verlag: Reinbek bei Hamburg Rowohlt, 1972
- Die unsichtbare Hirnsonde  Verlag: Gustav Lübbe Verlag, Bergisch Gladbach, 1970
- Als Kameramann bei Film und Fernsehen : Wirklichkeit und Zukunft eines Berufes  Verlag: Düsseldorf: Schwann., 1969

## Filmografie

### Kameramann
- 1960: Geprüft und erprobt
- 1961: Druckgefäß Kahl
- 1961: Kraftstoff
- 1965: Geprüft und erprobt
- 1965: Petrol-Carburant-Kraftstoff
- 1968: Der Hund ist weg
- 1972: Robbi, Tobbi und das Fliewatüüt

Außerdem hat er die Kamera bei vielen Kinderserien wie: "Die Sendung mit der Maus", "Lemmi und die Schmöker" und "Der Spatz vom Wallrafplatz" geführt.

### Regisseur
- 1950: Unter den Straßen
- 1952: Bahnhof am Strom
- 1954: Hütten und Häfen am Strom